# 1144.
◄ | 11. stoljeće | 12. stoljeće | 13. stoljeće | ►
◄ | 1110-ih | 1120-ih | 1130-ih | 1140-ih | 1150-ih | 1160-ih | 1170-ih | ►
◄◄ | ◄ | 1141. | 1142. | 1143. | 1144. | 1145. | 1146. | 1147. | ► | ►►
Arhitektura • Astronomija • Knjige • Književnost • Kršćanstvo • Medicina • Pravo • Promet • Znanost

## Smrti
- 8. ožujka – Celestin II., papa

## Vanjske poveznice
|  | Zajednički poslužitelj ima još gradiva o temi 1144. |